# Monaeses tuberculatus
Monaeses tuberculatus är en spindelart som först beskrevs av Tamerlan Thorell 1895. Monaeses tuberculatus ingår i släktet Monaeses och familjen krabbspindlar.
Artens utbredningsområde är Myanmar. Inga underarter finns listade i Catalogue of Life.